# (29862) Savannahjoy
(29862) Savannahjoy est un astéroïde de la ceinture principale d'astéroïdes.

## Description
(29862) Savannahjoy est un astéroïde de la ceinture principale d'astéroïdes. Il fut découvert le 20 mars 1999 à Socorro (Nouveau-Mexique) par le projet LINEAR. Il présente une orbite caractérisée par un demi-grand axe de 2,45 UA, une excentricité de 0,11 et une inclinaison de 6,2° par rapport à l'écliptique.

## Compléments